# Centrochelifer allocancroides
Centrochelifer allocancroides är en spindeldjursart som först beskrevs av Vladimir V. Redikorzev 1949.  Centrochelifer allocancroides ingår i släktet Centrochelifer och familjen tvåögonklokrypare. Inga underarter finns listade i Catalogue of Life.